# بروس ويلكينسون
بروس ويلكينسون (بالإنجليزية: Bruce Wilkinson)‏ هو كاتب أمريكي، ولد في 1940.